# Olga Pall
Olga Pall, född 3 december 1947 i Göstling an der Ybbs, är en före detta aktiv österrikisk alpin skidåkare.
Pall vann störtloppet vid de olympiska vinterspelen 1968 i Grenoble som även räknades som Världsmästerskapen i alpin skidsport. Under samma tävling deltog hon även i storslalom (5:e plats) och slalom (9:e plats).
Tillsammans med Isabelle Mir vann Pall även störtloppsgrenen vid Världscupen i alpin skidåkning säsong 1967/1968.
Hon ingick som funktionär i de österrikiska lagen vid vinterspelen 1980 samt 1984 i Lake Placid respektive Sarajevo.